# HD 60532 c
HD 60532 c는 고물자리 방향으로 지구로부터 약 84 광년 떨어진 곳에 있는 항성 HD 60532 주위를 도는, 외계 행성이다. 이 행성의 질량은 목성의 7.46배이며 항성으로부터 1.58 천문단위 떨어져서 607일 주기로 찌그러진 궤도를 그리면서 항성을 1회 돈다. 항성의 생명체 거주가능 영역 안쪽에 있기 때문에 수다르스키의 분류에 따르면 물의 구름으로 덮인 겉모습을 보여줄 것이다. 만약 이 행성 주위에 외계 위성이 있다면 그 위성 표면에는 물이 액체 상태로 존재 가능할 것이며 생명체가 태어날 환경을 제공해 줄 것이다. 2008년 9월 22일 라 실라 천문대의 HARPS 분광사진기를 이용하여 발견했다. c와 함께 같은 날 HD 60532 b를 발견했는데 c와 b는 3:1의 궤도공명비를 보이고 있다.

## 참고 문헌
- (영어) M., Desort; A. -M., Lagrange; F., Galland; H., Beust; S., Udry; M., Mayor; G., Lo Curto (2008). “Extrasolar planets and brown dwarfs around A-F type stars V. A planetary system found with HARPS around the F6IV-V star HD 60532”. 《arXiv》 (요약).
- (영어) J., Laskar; A. C. M., Correia (2009). “HD60532, a planetary system in a 3:1 mean motion resonance”. 《Astronomy & Astrophysics》.